# 芳香化合物
芳香化合物（aromatic compound）又稱芳香族化合物，是指有一個或多個離域π键環的化合物（多半是有机化合物）。這類化合物的特性稱為芳香性，而脂肪族化合物沒有這種離域π键的構造。芳香性（aromaticity）起初是指許多帶有香味或是令人愉悅氣味的化合物，後來才找到判斷芳香性的機制。但並非所有的芳香化合物都有香味，也不是所有有甜香味的化合物都屬於芳香化合物。
芳香碳氫化合物（aromatic hydrocarbon）又稱芳香烴（arene）、芳烴，是只由碳和氫組成的芳香化合物。芳香化合物中最典型的結構是由六個碳組成的環，稱為苯環，像苯就是有苯環的的芳香化合物，若苯環是較複雜化合物中的一部份，會稱為苯基。
有些芳香化合物沒有苯環的結構，例如雜芳烴（heteroarene）是指符合休克尔规则（若是單環化合物，π電子數等於n + 2，其中n = 0, 1, 2, 3, ...）的有機化合物，而其中至少有一個碳被其他杂原子（氧、氮、硫）所取代。沒有苯環結構的芳香化合物包括有呋喃（由四個碳和一個氧組成的五元素雜環化合物）和吡啶（由五個碳和一個氮組成的六元素雜環化合物）。

## 外部連結
- 维基共享资源上的相關多媒體資源：芳香化合物